# بابی بلک (بازیکن فوتبال، زاده ۱۹۱۵)
بابی بلک (انگلیسی: Bobby Black؛ ۱۷ ژوئیه ۱۹۱۵ – ۱۹۷۹ (۶۳−۶۴ سال)) بازیکن فوتبال بود.